# Accords de Nassau

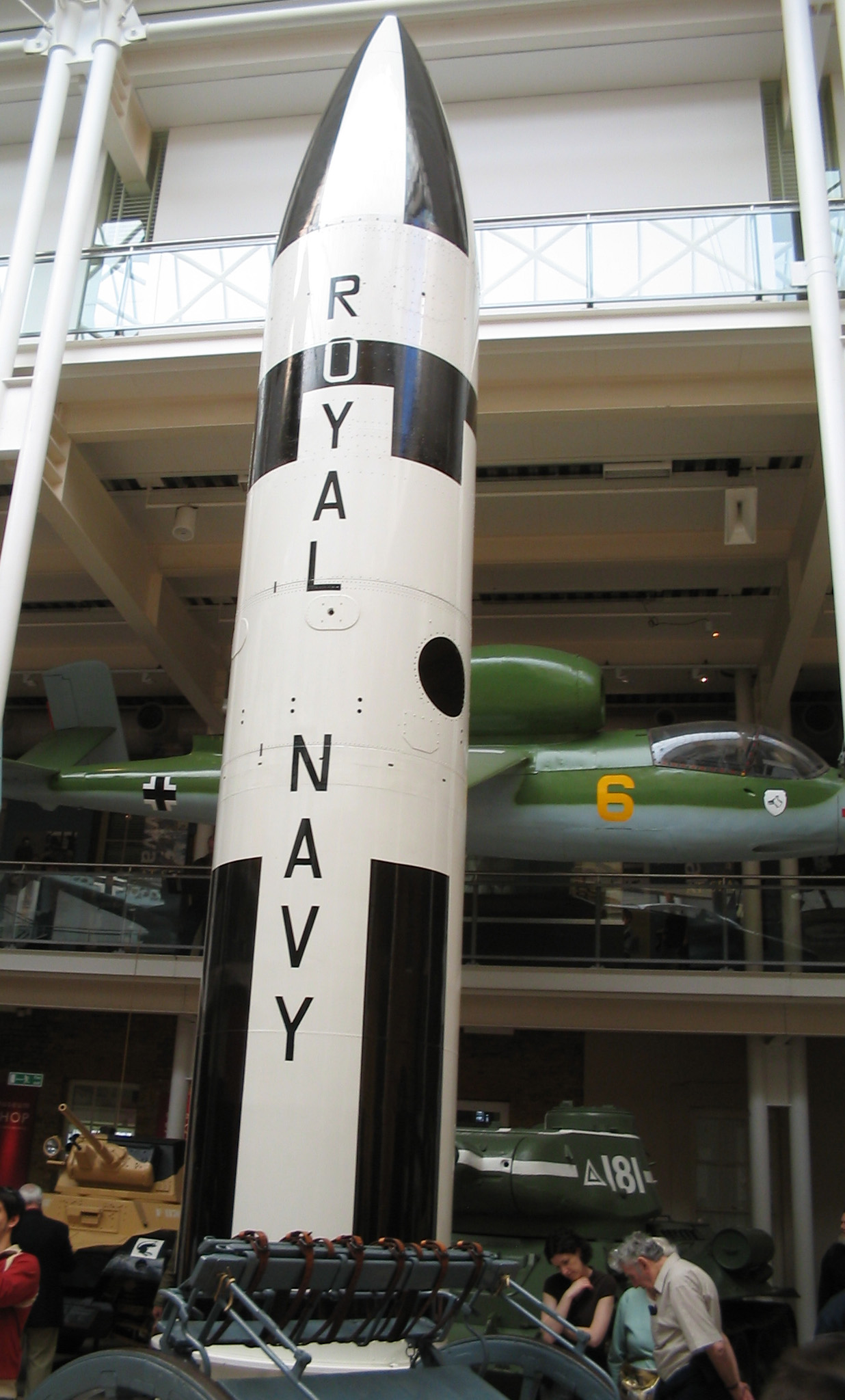
Missile Polaris de la Royal Navy exposé au Imperial War Museum.

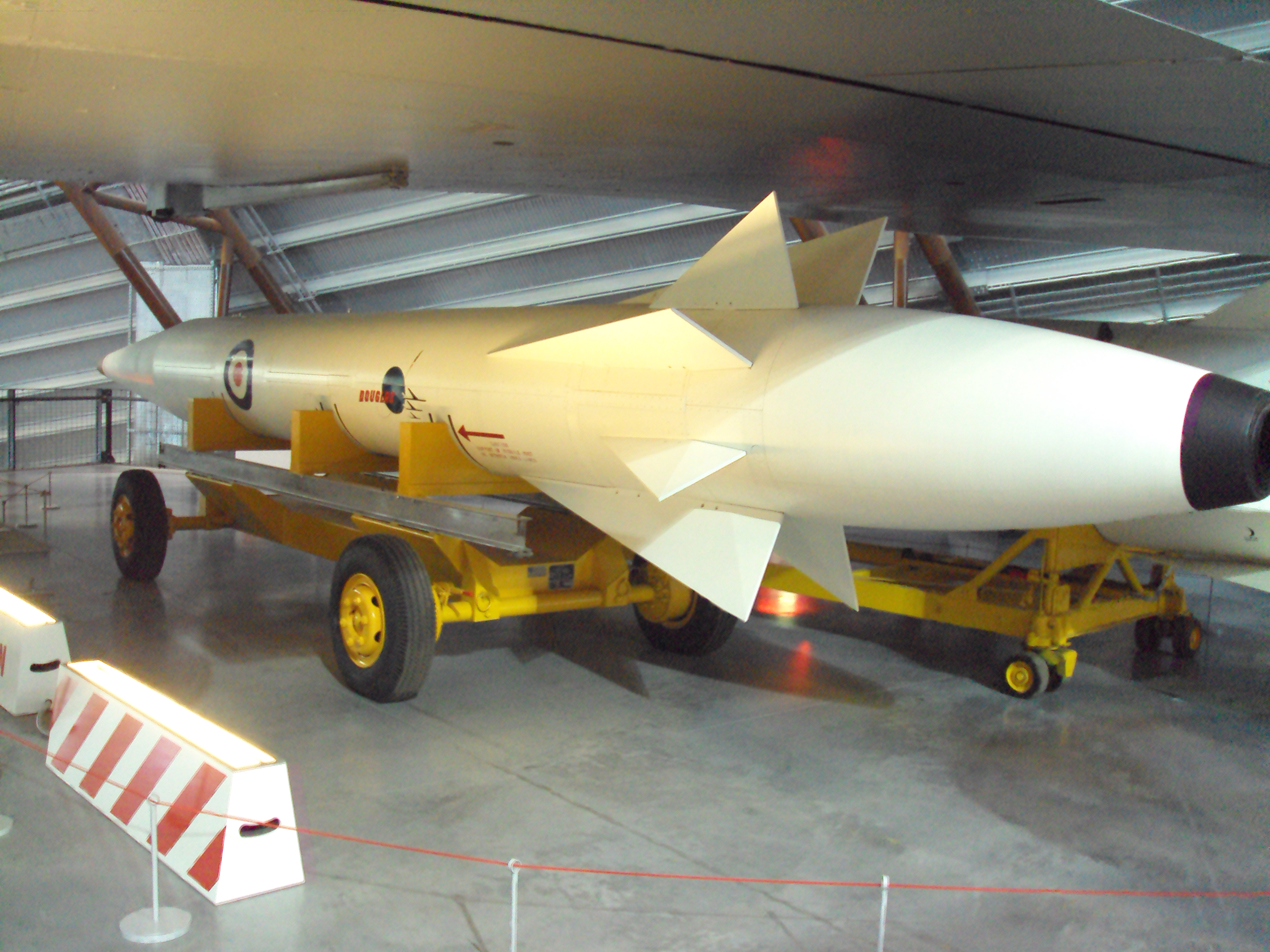
Un AGM-48 Skybolt dans un musée aux couleurs de la RAF.

Les accords de Nassau, signés le 21 décembre 1962 désignent un traité conclu entre les États-Unis et le Royaume-Uni ; ils sont l’aboutissement d’une série de réunions entre le président américain, John Fitzgerald Kennedy, et le Premier ministre britannique, Harold MacMillan tenues pendant trois jours à Nassau, capitale des Bahamas, alors possession britannique, à la suite de l’annonce par Kennedy de son intention d’abandonner le missile balistique Skybolt, sur lequel comptaient les Britanniques pour assurer leur dissuasion nucléaire. Les accords mirent un terme à la « crise du Skybolt » et permirent la naissance du programme de missiles balistiques navals britannique.
Par un précédent accord, les États-Unis s’étaient engagés à fournir des missiles aérobalistiques Skybolt aux forces armées britanniques, en échange du droit à utiliser une base pour leurs sous-marins lanceurs d’engins à Holy Loch, près de Dunoon. Cet accord amène le gouvernement britannique à annuler le développement de leur missile balistique à moyenne portée baptisé Blue Streak, faisant du Skybolt la pièce maîtresse de la dissuasion nucléaire britannique ; sans lui, les bombardiers stratégiques de la Royal Air Force (RAF) étaient promis à une obsolescence à court terme, leur incapacité à pénétrer les nouveaux systèmes de défense air-sol alors en développement en Union soviétique les rendant bientôt inutiles.
À Nassau, Macmillan rejette toutes les autres offres de Kennedy, le pressant de donner son accord à la fourniture de missiles balistiques mer-sol Polaris. Ceux-ci représentent alors une technologie plus avancée que les Skybolt que les États-Unis ne sont guère enclins à partager, sauf dans le cadre d’un emploi au sein d’une force multinationale dans le cadre de l’Organisation du traité de l’Atlantique nord (OTAN). Avec les accords de Nassau de 1962, les États-Unis acceptent de fournir au Royaume-Uni des missiles Polaris, en échange de quoi les Britanniques acceptent d'utiliser leur force nucléaire en accord avec les Américains et renoncent de ce fait à une force de dissuasion autonome. Une partie de la flotte du Royal Air Force Bomber Command est placée à la disposition du commandant suprême des forces alliées en Europe.
Les accords de Nassau servent de base à un accord ultérieur (le Polaris Sales Agreement) signé le 6 avril 1963 encadrant l’adaptation des têtes nucléaires britanniques aux vecteurs Polaris. Ceci eut pour résultat que la responsabilité de la dissuasion nucléaire britannique échappa à la RAF pour échoir à la Royal Navy.
Le président français d’alors, Charles de Gaulle, prit les accords de Nassau en exemple comme l’une des raisons justifiant le veto français à une candidature britannique à l’entrée dans la Communauté économique européenne (CEE) le 14 janvier 1963. 